# Saison 3 de Crossing Lines
Chronologie
Saison 2
Cet article présente les douze épisodes de la troisième saison de la série télévisée franco-allemande Crossing Lines.

## Synopsis
Six mois sont passés depuis le démantèlement de l'unité trans-frontalière. Après la mort de Daniel, Hickman est retourné à New York et Sebastian est reparti à Berlin. Arabela est la seule à être restée à aider Dorn pour ses affaires. Mais à l'occasion de l'enlèvement de Sophie Baines, l'adjointe de Dorn, une nouvelle équipe est formée avec de nouveaux enquêteurs : Marco Constante, spécialiste des enlèvements qui a rejoint les rangs de la police pour retrouver sa jeune sœur disparue depuis des années, Luke Wilkinson, un ancien militaire spécialiste du close combat et tireur d'élite ainsi qu'Ellie, une spécialiste du profilage formée à Scotland Yard. Tout ce beau monde est dirigée de main de maître par le nouveau chef, Carine Strand.

## Distribution

### Acteurs principaux
- Donald Sutherland (VF : Bernard Tiphaine) : Michel Dorn, de la CPI
- Tom Wlaschiha (VF : François Delaive) : l'enquêteur Sebastian Berger (police de Berlin)
- Lara Rossi (VF : Olivia Nicosia) : Arabela Seeger
- Goran Višnjić (VF : Stéphane Ronchewski) : Marco Costante
- Elizabeth Mitchell (VF : Rafaèle Moutier) : Carine Strand
- Stuart Martin (VF : Stéphane Fourreau) : Luke Wilkinson
- Naomi Battrick (VF : Joséphine Ropion) : Ellie Delfont-Bogard

### Acteurs récurrents
- Jane Asher : Jane Clarkenwell
- Daniel Rchichev : Erik Berger

### Invités
- Michelle Fairley : Sophie Baines
- Corey Johnson : Jay Pemberton
- Chukwudi Iwuji : Fabrice Wombosi
- Simone Lahbib : Emma Pacetti
- Derek de Lint : Victor DuBois
- Jodhi May : Evelyn St. Clair
- Patrick Bauchau : Christophe Bernard
- Valerie Niehaus : Lana Goss
- Sara Stewart : Lydia Hanbury
- Hendrik Duryn : Peter Sattler
- Stephan Luca : Edgar Horvet
- Anna Madeley : Anna Schutte
- Alina Levshin : Valentina
- Barnaby Metschurat : Josef Solbak

## Liste des épisodes

### Épisode 1:Nouveau départ partie 1
- États-Unis : 30 septembre 2015 sur Netflix
- France : 
  - 7 mars 2016 sur 13ème rue
  - 6 septembre 2016 sur C8

- Michelle Fairley (Sophie Baines)
- Steve Wall (Dominic Fitzroy)
- Corey Johnson (Jay Pemberton)
- Daniel Rchichev (Erik Berger)
- Luca Pusceddu (Andrea Pedrotti)
- Chukwudi Iwuji (Fabrice Wombosi)
- Daniel Caltagirone (Robert Penny)
- Nathan Nolan (Simon Gilbert)

Alors que Michel Dorn parvient à mettre un point final à l'accusation de Wombosi, un criminel de guerre congolais, grâce à une preuve de dernière minute apportée par Sophie Baines, cette dernière disparaît, laissant son chauffeur mort avec une balle dans la tête. Bien que l'Unité Trans-Frontalière ait été dissoute, Dorn réussit à convaincre un spécialiste des enlèvements, Marco Constante, de prendre en main l'affaire. Seule Arabela Seeger de l'équipe d'origine assiste encore la nouvelle équipe composée de Carine Strand et Ellie Delfont-Bogard, une profileuse formé à Scotland Yard. Pour cette enquête épineuse, Carine demande la permission de faire revenir Sebastian dont les connaissances techniques seront précieuses pour retrouver la magistrate. Luke Wilkinson, ancien soldat, rejoint aussi l'équipe pour ses capacités sur le terrain. 

### Épisode 2:Nouveau départ partie 2
- États-Unis : 30 septembre 2015 sur Netflix
- France : 
  - 7 mars 2016 sur 13ème rue
  - 6 septembre 2016 sur C8

- Michelle Fairley (Sophie Baines)
- Steve Wall (Dominic Fitzroy)
- Corey Johnson (Jay Pemberton)
- Chukwudi Iwuji (Fabrice Wombosi)
- Nathan Nolan (Simon Gilbert)
- Iben Dorner (Marit Gibert)
- Malachi Hallett (Cedric Bofeko)

L'équipe a trouvé le lien unissant Wombosi et Argento International : le trafic de Coltan. Ce précieux minerai aurait été transporté hors de son pays par des moyens illégaux. L'informateur, Simon Gilbert, analyste financier auprès d'Argento à Rotterdam, est dorénavant la cible des tueurs de Pemberton, le directeur d'Argento. Cédric Bofeko, un adolescent qui a été témoin des exactions de Wombosi au Congo, est d'accord pour témoigner au procès du criminel.

### Épisode 3:Témoin muet
- États-Unis : 3 octobre 2015 sur Netflix
- France : 
  - 14 mars 2016 sur 13ème rue
  - 13 septembre 2016 sur C8

- Marta Dancingerova (Margita Banikova)
- Holger Handtke (Officier Vogl)
- Eva Josefikova (Ema Tesarova)
- Sandra Loncaric (Madame Delgado)
- Valerie Niehaus (Lana Goss)
- Anna Novakova (Yana Zupanova)
- Hary Pinz (Officier Trolz)
- Michael Rotschopf (Paul Manz)
- Ivan Vyskocil (Christoph)
- Alexander Wust (Felix)

### Épisode 4:Au-dessus de tout soupçon
- États-Unis : 16 octobre 2015 sur Netflix
- France : 
  - 14 mars 2016 sur 13ème rue
  - 6 septembre 2016 sur C8

- Jane Asher (Jane Clarkenwell)
- Simone Lahbib (Emma Pacetti)
- Alex Large (Carlo Pacetti)
- Alex Giannini (en) (Gianni Pacetti)
- John Moraitis (Luciano Lucorelli)
- Christian Vit (Piero Alecastro)
- Jessica Boone (Lorraine)
- Waleed Elgadi (Antonio Cianetta)

A Pérouse, le juge Gianni Pacetti est assassiné alors qu'il faisait son jogging. Dorn envoie son équipe sur les lieux pour aider les autorités dans leur enquête. Jane Clerkenwell, une vieille connaissance de Dorn, qui dirige une cellule du MI5 en Italie lui apporte son soutien et les renseignements sur la Mafia locale. Après une enquête auprès de la population, il apparaît que le juge n'avait pas la même attitude envers sa femme qu'en public. Il se révélait même violent.

### Épisode 5:Juge et bourreau
- États-Unis : 23 octobre 2015 sur Netflix
- France : 
  - 21 mars 2016 sur 13ème rue
  - 13 septembre 2016 sur C8

- Marcel Hensema (Paul Oskar)
- Luca Pusceddu (Andrea Pedrotti)
- Claudia Michelsen (Olivia Hammond)
- Christian Hillborg (Julian Ridderhoff)
- Daniel Rchichev (Erik Berger)
- Sytske van der Ster (Johana Nocek)
- Eduard Jenicky (Ferenc Nocek)
- Giampiero Rotoli (Tadeo)

### Épisode 6:Virus fatal
- États-Unis : 30 octobre 2015 sur Netflix
- France : 
  - 21 mars 2016 sur 13ème rue
  - 13 septembre 2016 sur C8

- Mar del Hoyo (Isabelle Fuentes)
- Anthony Howell (Nigel St. Clair)
- Jodhi May (Evelyn St. Clair)
- Bobby Smalldridge (Peter St. Clair)
- Jan Chudy (Ivan Amati)
- Dado Cosic (Ludo)
- Slavko Juraga (Renato)
- Karlo Mrksa (Josip)
- Anna Novakova (Jana Zupanova)
- Daniel Rchichev (Erik Berger)
- Anneke Kim Sarnau (Docteur Gemma Hoff)
- Jorge Suquet (Adelio Fuentes)
- Velibor Topic (Kasun Agosta)

### Épisode 7:École très privée
- États-Unis : 13 octobre 2015 sur Netflix
- France : 
  - 28 mars 2016 sur 13ème rue
  - 18 juin 2017 sur CStar

- Mark Aiken (Nicholas Lorcan)
- Martin Davidek (Aleksandr Brosnek)
- Sebastian De Souza (Matteo)
- Holly Earl (Chloe Hanbury)
- Nell Hudson (Aurelia Roche)
- Krystof Hadek (David Brosnek)
- Ivan Shvedoff (Theo Arn)
- Sara Stewart (Lydia Hanbury)
- Freddie Watkins (Will)

### Épisode 8:Coup de chaud
- États-Unis : 6 novembre 2015 sur Netflix
- France : 
  - 28 mars 2016 sur 13ème rue
  - 18 juin 2017 sur CStar

- Patrick Bauchau (Christophe Bernard)
- Lex Shrapnel (en) (William Mason)
- Richard Katz (Johnny Korsten)
- Joseph Wicks (Enrico Fazio)
- Eva Larvoire (La femme aux cheveux hirsutes)
- Emma Stankova (La sœur de Mason)

### Épisode 9:La rivière du crime
- États-Unis : 20 novembre 2015 sur Netflix
- France : 
  - 4 avril 2016 sur 13ème rue
  - 25 juin 2017 sur CStar

- Chiara Balicky (Beatrice Schutte)
- Leo Balicky (Jan Schutte)
- Dajana Culjak (Clara Savio)
- Hendrik Duryn (Peter Sattler)
- Jakub Gierszal (Jovan Petric)
- Kai Lentrodt (Matthias Schutte)
- Stephan Luca (Edgar Horvet)
- Anna Madeley (Anna Schutte)
- Linda Svobodova (Nadia Juric)

### Épisode 10:Carton rouge
- États-Unis : 27 novembre 2015 sur Netflix
- France : 
  - 4 avril 2016 sur 13ème rue
  - 25 juin 2017 sur CStar

- Jane Asher (Jane Clerkenwell)
- Leemore Marrett Jr. (Fredi Diagho)
- Ibrahim Fuseini (Calife Konare)
- Amerjit Deu (Victor Arshad)
- Bartek Kasprzykowski (Eddie Belka)
- Krzysztof Janczar (Miroslaw Cena)
- Adam Fidusiewicz (Arthur Siomski)
- Daan Schuurmans (Josep Mees)

### Épisode 11:Mauvaise presse
- États-Unis : 13 novembre 2015 sur Netflix
- France : 
  - 11 avril 2016 sur 13ème rue
  - 2 juillet 2017 sur CStar

- Numan Acar (Borz Dudayev)
- Hanna Alström (Freja Jensen)
- Ben Bradshaw (Roger Hoffman)
- Laura Christensen (Lea Jensen)
- Amy Huck (Alma Peterson)
- Markéta Tanner (Margaret Booz)
- Alexandre Willaume (Anton Nielsen)

### Épisode 12:La professionnelle
- États-Unis : 4 décembre 2015 sur Netflix
- France : 
  - 11 avril 2016 sur 13ème rue
  - 2 juillet 2017 sur CStar

- Alina Levshin (Valentina)
- Barnaby Metschurat (Josef Solbak)
- Dan Bradford (Cosmin Goga)
- Jaroslav Pizl (Frank Kortig)
- Derek de Lint (Victor DuBois)
- Sandra Novakova (Marla Bucholz)
- Dominika Eckertova (Ulrika)
- Eva Savannah Freeman (Kyla)
- Rostislav Novak (Tobar Ziga)
- Mikulas Kren (Emcee)